# The Cloisters

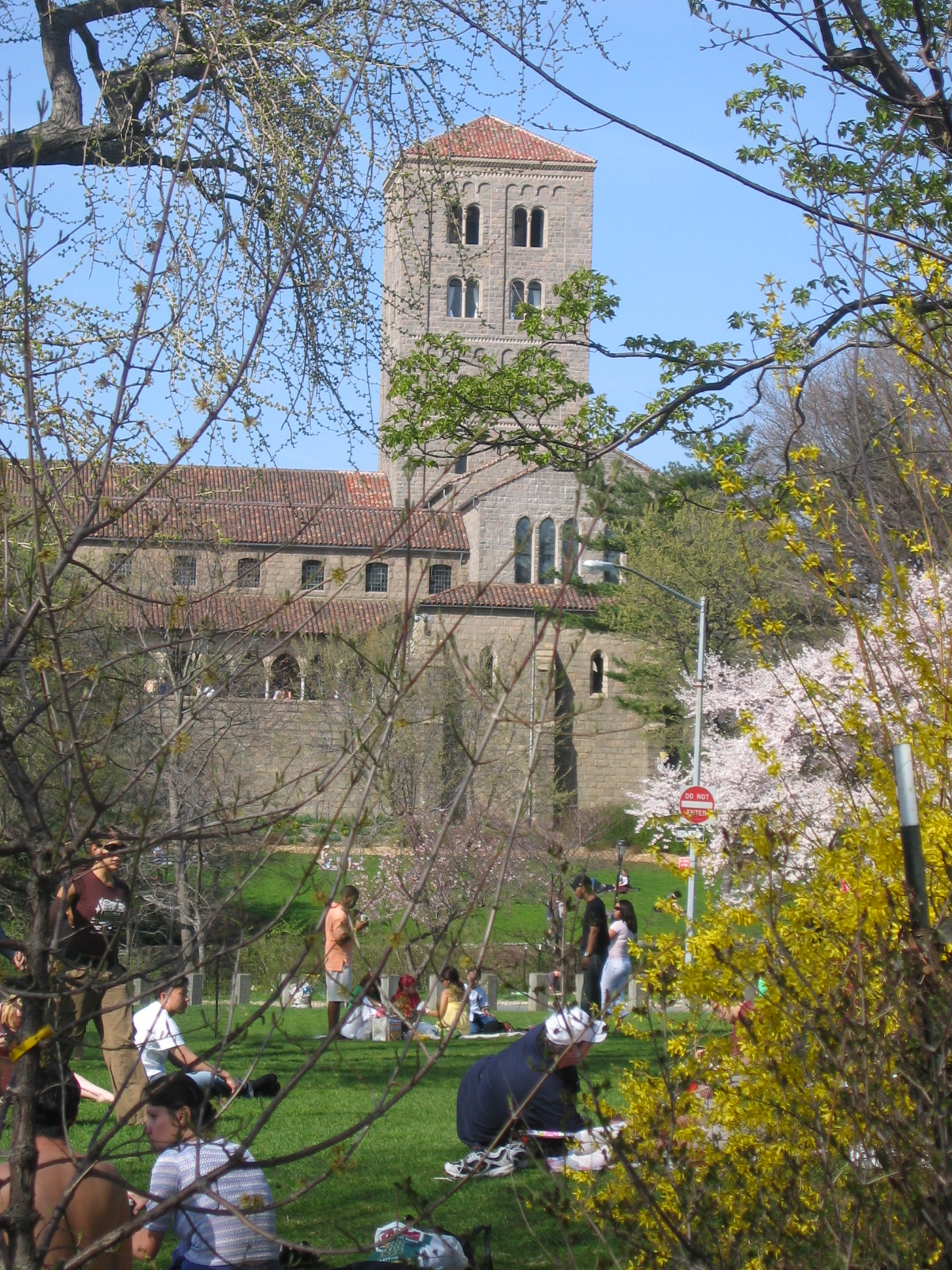
The Cloisters (Nova York)

The Cloisters (en català, Els claustres) o The Met Cloisters, és un museu dels EUA, situat al nord del borough de Manhattan, barri de Washington Heights, dins del Fort Tyron Park, a Nova York. És una secció del Metropolitan Museum of Art. Rep aquesta denominació perquè va ser concebut i construït per a presentar la reconstrucció de parts d'uns cinc claustres medievals europeus, procedents de Catalunya, Occitània i França, tots ells adquirits i traslladats pedra a pedra fins als Estats Units. Es defineix com un museu dedicat a l'art, l'arquitectura i la jardineria medievals. A més dels claustres, formen part de les seves col·leccions altres edificis medievals i algunes obres mestres de l'art medieval europeu, entre les quals les peces d'origen català tenen una presència molt destacada.

## Presentació
El museu es troba a la vora del riu Hudson, a l'extrem septentrional de Manhattan, dins del Fort Tryon Park. Va ser inaugurat l'any 1938 en uns terrenys donats per John D. Rockefeller Jr. L'arquitecte que va projectar el conjunt va ser Charles Collens, autor d'altres obres de caràcter neomedievalitzant com la Riverside Church.
La base de les seves col·leccions va ser reunida pel col·leccionista i escultor George Grey Barnard, i va ser incorporada al Metropolitan Museum el 1925, gràcies, també, al mecenatge de John D. Rockefeller Jr. Des del 1926, aquest nucli originari ja era exposat provisionalment sota la denominació de "The Cloisters".
El conjunt, dominat per una torre que imita els campanars romànics d'estil llombard, respon a una museografia que combina les recreacions historicistes amb el pintoresquisme de les vistes sobre l'entorn.

## Els claustres

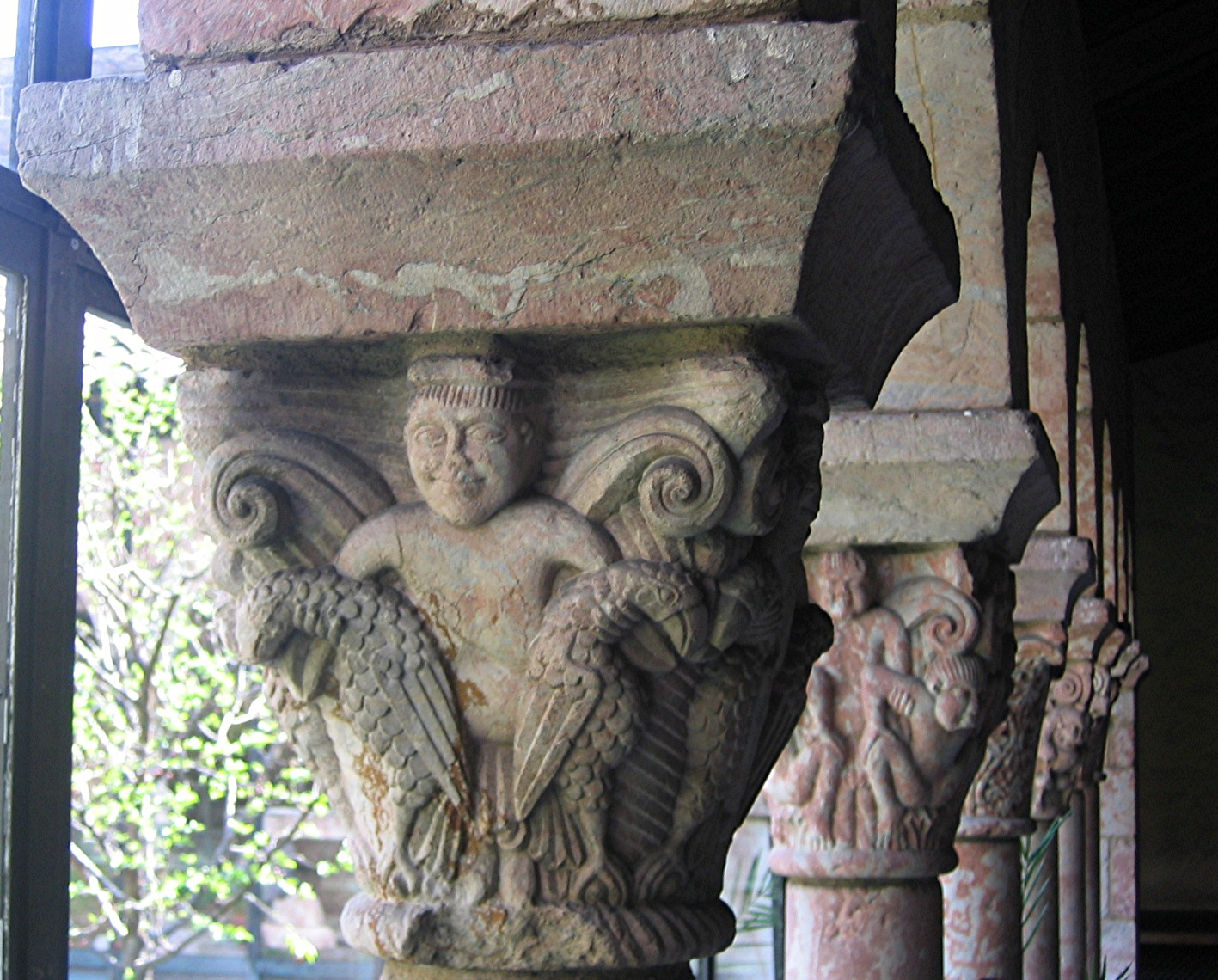
Claustre de Sant Miquel de Cuixà, The Cloisters, Nova York

Els claustres i altres elements arquitectònics foren portats pedra per pedra d'Europa, principalment entre el 1934 i 1939. Aquests claustres són:
- Gran part del claustre de Sant Miquel de Cuixà:[2]

Presenta bonics capitells del segle xii que provenen de l'abadia de Sant Miquel de Cuixà, al peu del Canigó, al Pirineu (municipi de Codalet, al Conflent). També inclou la font del claustre i alguns elements escultòrics de la tribuna. El jardí està compost d'espècies vegetals medievals i modernes.

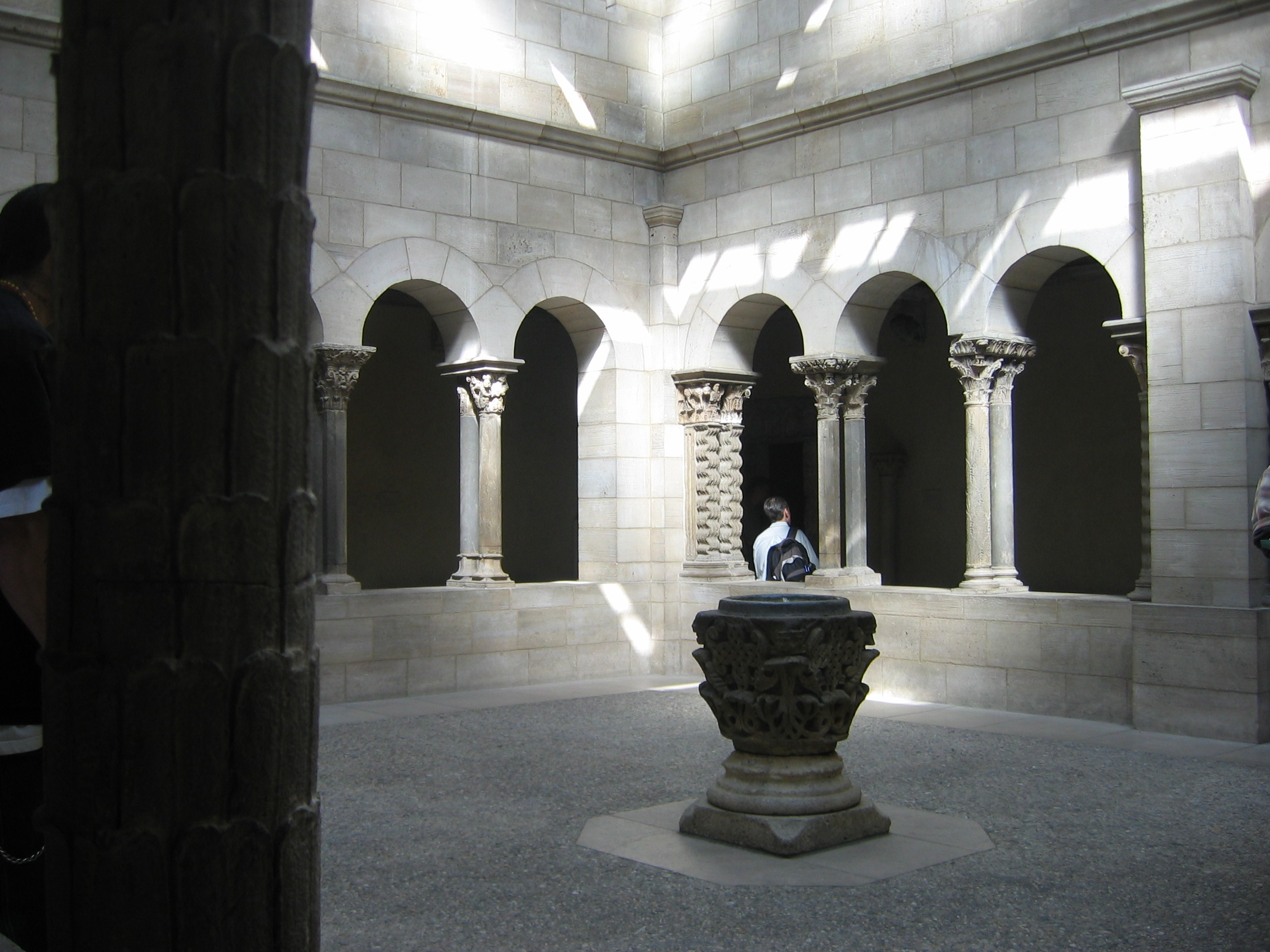
Claustre de Sant Guilhèm dau Desèrt, The Cloisters, Nova York

- Part del claustre de l'abadia de Sant Guilhem del Desert:[3]

Està compost per diversos elements de la fi del segle xii que provenen de l'abadia benedictina de Sant Guilhem del Desert, a l'Erau. Hi ha capitells amb ornamentació vegetal i d'altres de figurats. A les galeries del claustre reconstruït s'hi poden admirar diverses escultures dels segles xii i xiii que venen de França i d'Itàlia.
- Gran part del claustre procedent de l'abadia de Bonafont de Comenge:[4]

Aquesta reconstitució de part del monestir cistercenc de l'Alta Garona (edifici original localitzat al sud de Propiari entre Sent Martòri i Sent Gaudenç, i prop de Seps) inclou altres elements de la fi del segle xiii i del segle xiv. El jardí del claustre exposa 250 espècies de plantes conreades a l'edat mitjana.
- Claustre de Tria de Baïsa:

Es tracta d'un claustre del segle xv constituït d'elements provinents del convent carmelita de Tria de Baïsa als Alts Pirineus (al districte de Tarbes, a la Gascunya).
- Arcades de Froville:

El 1922, les arcades gòtiques del segle xiii provinents de Froville (al departament de Meurthe i Mosel·la, a la Lorena) van ser comprades pel museu per muntar-les a tall d'exemple d'un estil gòtic trilobulat molt depurat.

## Sepulcres dels comtes d'Urgell
Les tombes dels comtes d'Urgell. Les quatre tombes monumentals catalanes provenen del monestir premonstratenc de Santa Maria de Bellpuig de les Avellanes, al nord de Lleida. Van ser erigits al final del segle xiii o principis del segle per Ermengol X, comte d'Urgell (mort el 1314), a l'església gòtica de les Avellanes, monestir fundat el 1146 (o 1166) pels avantpassats d'Ermengol X, Ermengol VII i la seva dona, Na Dolça de Foix, com a lloc de treball per a ells i la seva família.

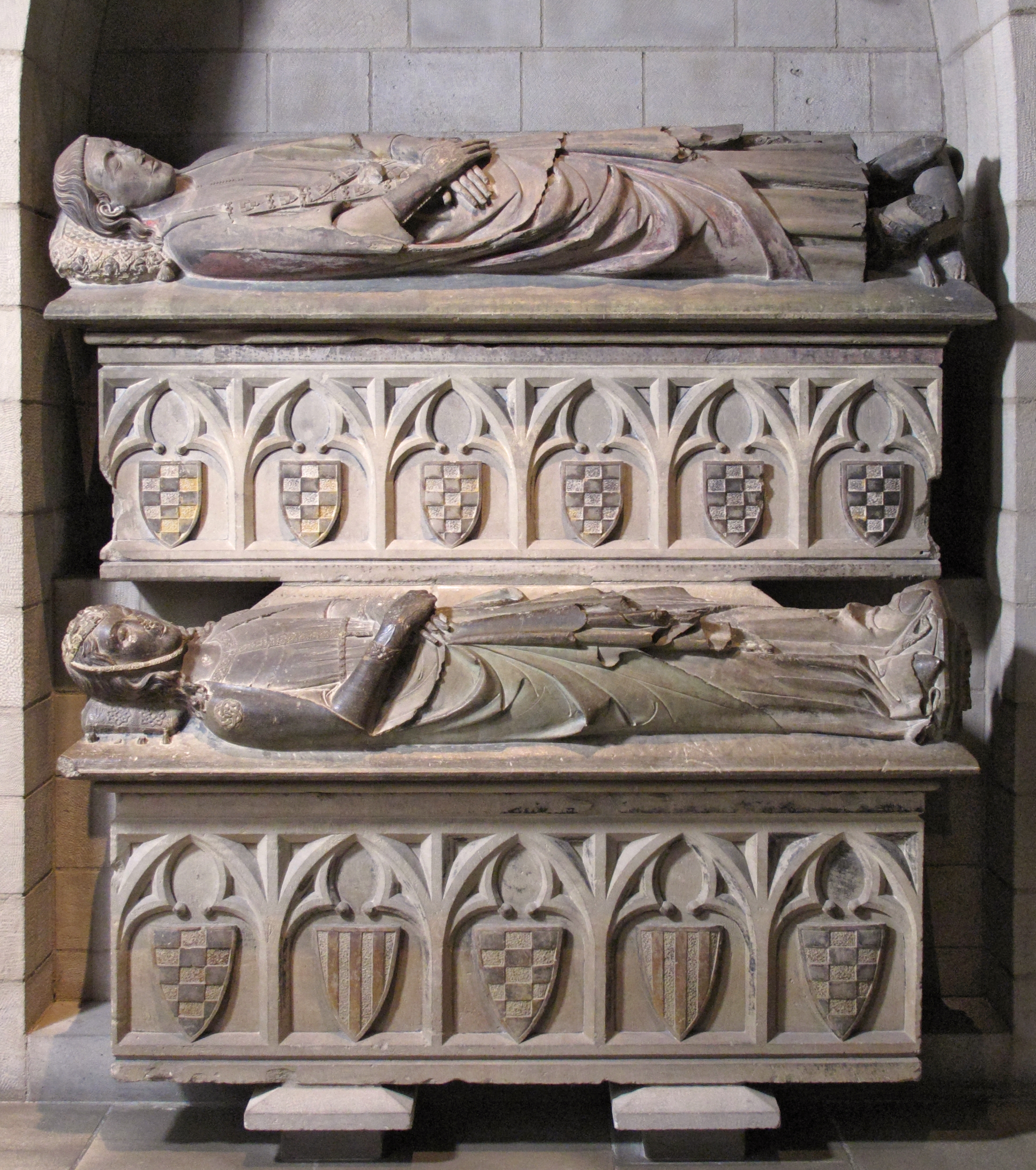
Tomba d'Àlvar de Cabrera

La tomba d'Ermengol VII, originàriament en un nínxol del presbiteri al costat de l'epístola de l'altar major de l'església, és la més elaborada dels monuments d'Urgell. Tres lleons donen suport al sarcòfag, que està adornat al davant amb talles en alt relleu de Crist entronitzats en majestat i dels dotze apòstols. Una arcada d'arcs trifoliats i apuntades enquadra les figures. En els nínxols dels molls entre els arcs es troben petites figures d'àngels i sants varis. Els extrems del sarcòfag s'esculpeixen només en part, ja que la tomba es col·locava en un nucli canopi que projectava prop de la meitat de la seva profunditat. Al final, a la dreta de l'espectador, dos monjos se situen sota un arc apuntat que continua l'arcada a la part frontal del sarcòfag. L'arc es repeteix a l'extrem corresponent a l'esquerra, però les figures s'ometen.
Ermengol està representat amb una longitud total a la tapa inclinada del sarcòfag. El seu cap descansa sobre dos coixinets, el superior fet amb les armes d'Urgell —escacat, d'or i negre. Darrere del cap és un àngel. Les seves mans són creuades per sobre de la seva espasa embruixada; un lleó s'agafa als peus. Darrere de l'efígie i formant part de la mateixa llosa de pedra hi ha petites figures de dolents, moltes files profundes. A la part davantera hi ha senyores vestides de llargues mantes i cavallers d'espatlles i amb les espases; diverses parelles a l'esquerra estan assegudes. A la dreta, al capdavant d'Ermengol, hi ha un llibre de celebracions; un clergue diu oracions pels morts. A les files posteriors hi ha nombroses figures amb mantells encaputxats. Desgraciadament, aquesta part de la tomba ha sofert una lesió greu, i pocs dels caps romanen.

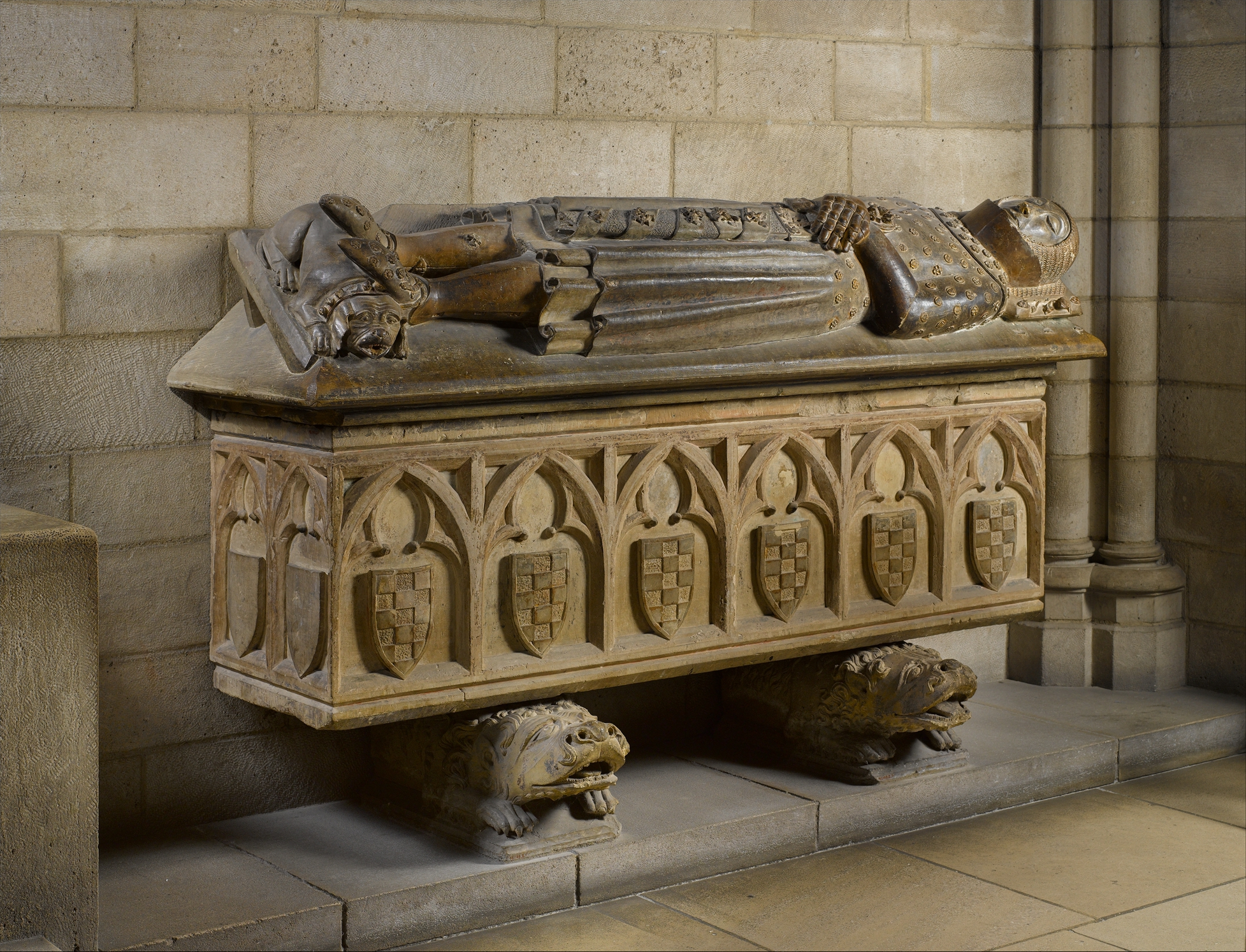
Tomba d'Ermengol X

Part dels ritus funeraris, l'absolució, està representada en el panell superposat, que està separat de la companyia de dolents per un modelatge ornamentat amb motius de fulla semblants als tallats a la part frontal de la llosa, a prop del cap de l'efígie. Les figures d'alt relleu tallades en aquest panell superior són més grans a escala que les del sarcòfag. El grup central té tres figures: el celebrant i dos clergues en dalmàtica, que mantenen un pal funerari davant d'ell. El celebrant porta el funeral; ambdós braços tenen un bàcul a la seva esquerra; el dret es va plantejar en la benedicció o es va poder mantenir l'aspersor per a aigua beneïda. A l'esquerra d'aquest grup, un clergue assistit per un jove servidor té una vestimenta, probablement la casulla, que el celebrant treu després de la missa de rèquiem. A continuació hi ha un turífer que porta un vaixell encenser, i dos assistents en capes pluvials. A la dreta del grup central hi ha un diaca, un portador d'aigua beneïda (?), un turífer i tres assistents en capes pluvials. Al fons hi ha altres membres del clergat. Per sobre del grup central, una petita figura nua, que representa l'ànima del difunt, és transmesa al cel per àngels.
L'efígie d'Ermengol VII és molt similar a la de les tombes Avellanes, i tot pot ser obra del mateix artista. El sarcòfag està relacionat amb el retaule d'Anglesola, ara al museu de Boston, i algunes escultures de la catedral no gaire llunyana de Tarragona. Diversos escultors francesos, incloent-hi almenys un dels Tournai, que s'esmenten en textos contemporanis com a treballadors a Catalunya, han estat suggerits com el vincle entre l'art del nord i aquests monuments espanyols que mostren una forta influència del nord. Les tombes d'Avellanes són superiors de qualitat a qualsevol dels monuments de Catalunya una mica posteriors inspirats en l'estil nord i poden ser, en part, l'obra dels artistes del nord.
En execució d'alleujament amb el celebrant és diferent i inferior a l'efígie del sarcòfag d'Ermengol VII. Els lleons de suport són una mica més gruixuts, encara que potser més arquitectònic en sentiments, i probablement no van ser fets per l'escultor o escultors que treballaven en un altre lloc de la tomba. Tals escultures com aquests lleons ocorren una vegada i una altra en tombes i monuments sepulcrals a Catalunya durant el segle xiv. També es troben relleus molt similars als del celebrant. És possible, fins i tot probable, que parts menys importants es portin "en estoc" o es realitzin per encàrrec en diversos llocs. L'assimilació de l'escultura a partir de diferents tallers representaria l'ús de pedra procedent de diferents pedreres per a les diverses parts del mateix monument.
Ermengol X va erigir al costat oposat de l'església de les Avellanes una tomba doble per a les seves pròpies restes i els de Na Dolça, esposa d'Ermengol VII. La tomba, com es mostra a The Cloisters, té el suport de dos blocs senzills que són restauracions modernes després de les fotografies dels originals, que han desaparegut. L'assimilació de l'escultura a partir de diferents tallers representaria l'ús de pedra procedent de diferents pedreres per a les diverses parts del mateix monument. El sarcòfag d'Ermengol X, situat per damunt del de Na Dolça, porta les armes d'Urgell; Na Dolça mostra les armes de Foix i Urgell. A les tapes inclinades dels sarcòfags hi ha efígies, els caps que s'alternen sobre coixins amb borles incisos amb els braços separats; un àngel sosté el coixí sota el cap de Na Dolça. Els peus d'Ermengol descansen a la part posterior d'un gos, símbol de fidelitat i domesticitat. Els peus de Na Dolça es col·loquen com si estigués dempeus; estan recolzats per un corb amb un grifó de protecció tallat a la part inferior.

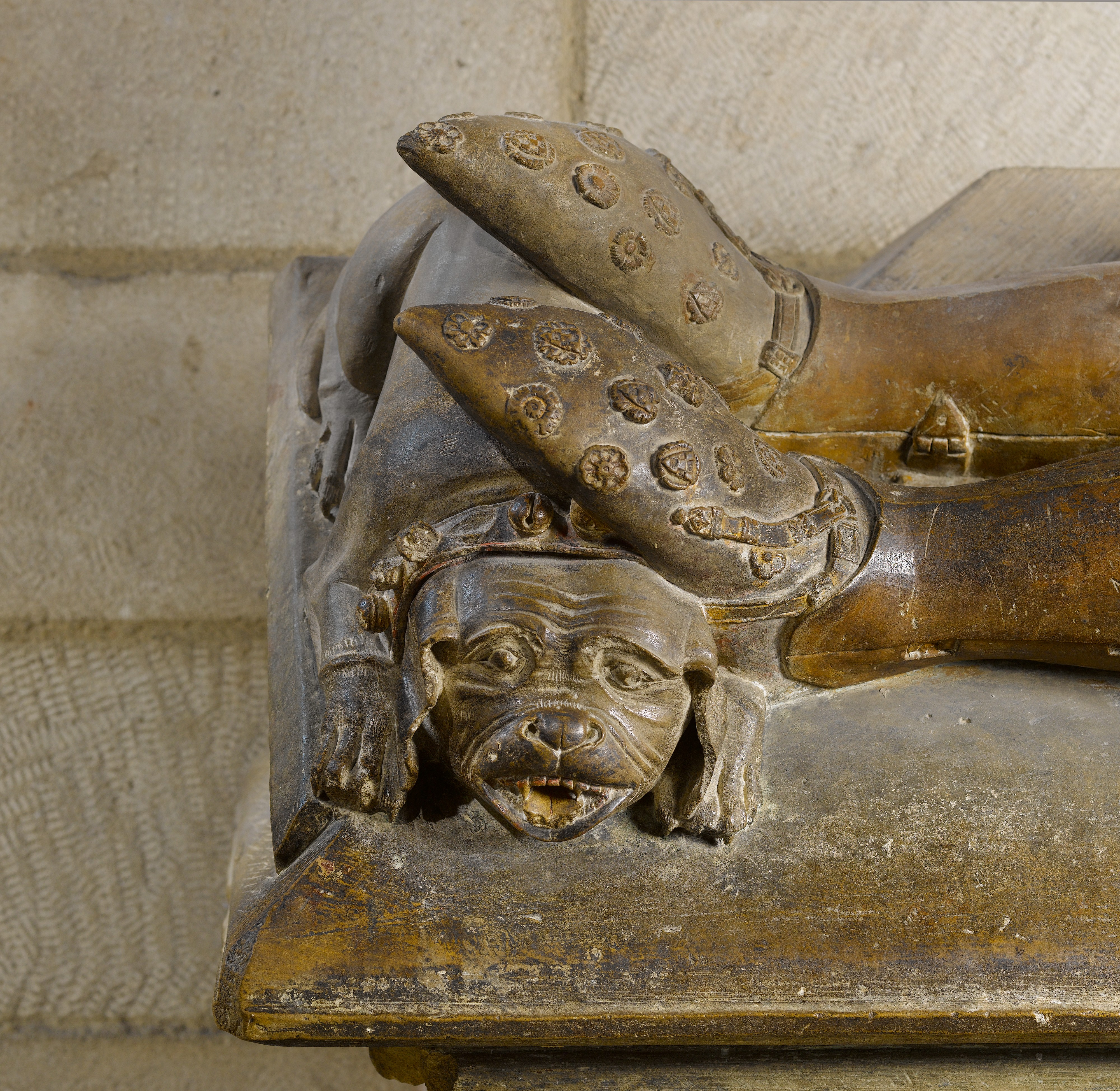
El gos ajupit als peus

La tomba, originalment en un nínxol de la capella lateral de l'església de les Avellanes, és la d'Àlvar de Cabrera, el germà menor d'Ermengol X. En Àlvar va morir lluitant en la batalla per Sicília l'any 1299 i en la seva efígie es mostra vestit amb total armadura. Un gos vestit amb un collaret decorat amb campanes i ajupit als peus. Dos lleons recolzen el sarcòfag, on es mostren les armes d'Urgell.
Jaume Caresmar, abat de les Avellanes de 1766 a 1769 i resident des de 1740 fins a la seva mort el 1791, va escriure una història del monestir des de la seva fundació fins a 1330. En aquest treball, basat en documents originals, va descriure les tombes amb gran detall. A l'obertura de la tomba d'Àlvar, el 1739, es va trobar un vell pergamí cosit al llenç que cobria els ossos; va afirmar que "l'esperit d'Àlvar buscava les estrelles l'any 1299" i que "Ermengaudus [Ermengol] X, comte d'Urgell, va crear aquest monument al seu estimat i merescut germà".
El monestir de les Avellanes va passar a la propietat privada a conseqüència de les lleis espanyoles de desamortització de 1835/37, que decretaven el segrest de les propietats de les esglésies. El 1906 es van vendre les tombes i es van enterrar les restes dels cossos a l'església de Vilanova de la Sal, ciutat fundada per Ermengol VII i que fou propietat del monestir de les Avellanes.

## Altres elements arquitectònics

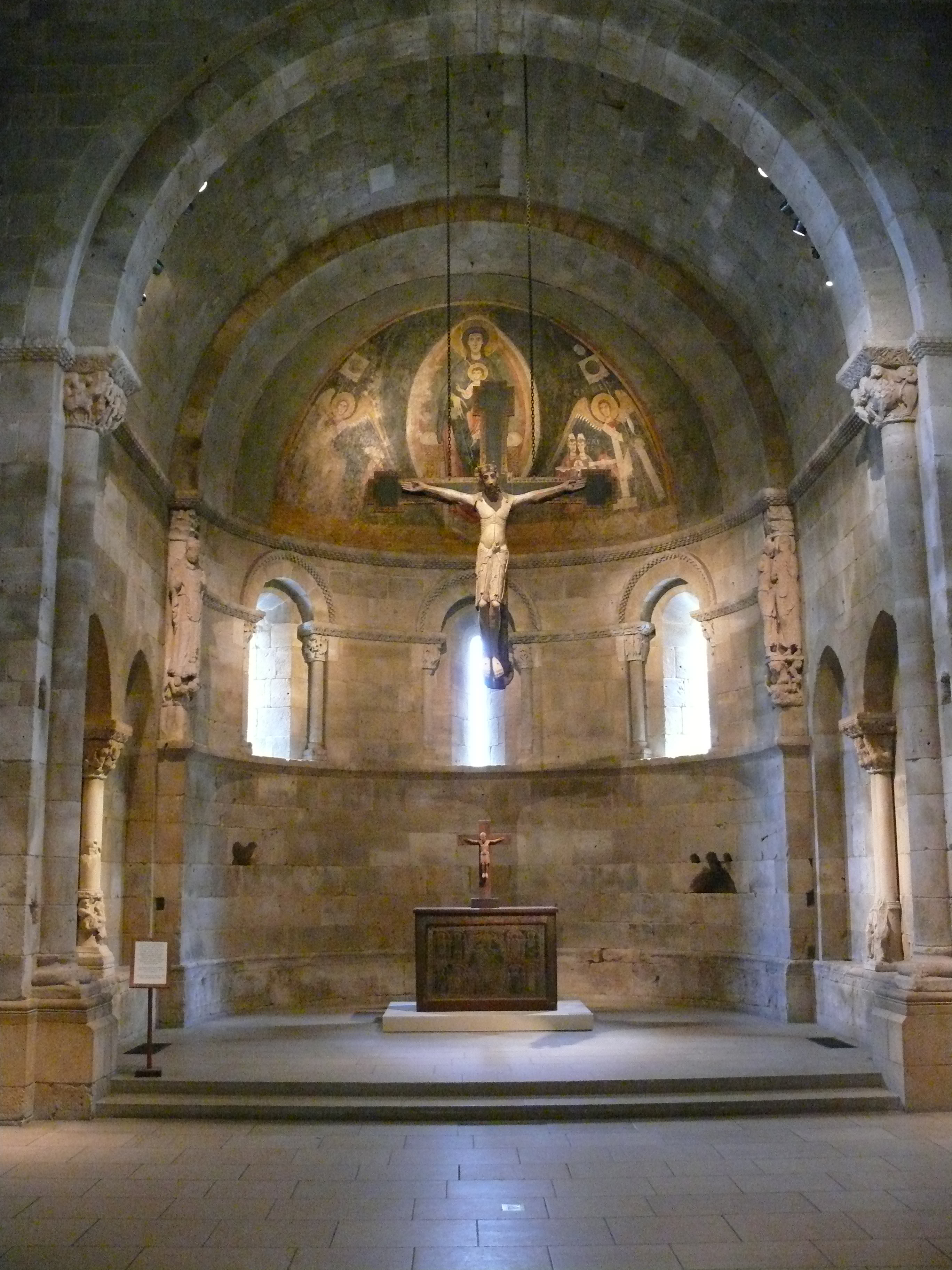
Reconstrucció de la capella de Fuentidueña, incloent les pintures murals romàniques de Santa Maria de Cap d'Aran

A més dels claustres esmentats, el conjunt arquitectònic de The Cloisters també incorpora les reconstruccions de l'absis de l'església de San Martín de Fuentidueña (Província de Segòvia, Castella i Lleó), de la sala capitular de Notre-Dame de Pontaut (segle xii), la capella de Notre-Dame du Bourg, de Langon (amb addició de la portada de Moutiers-Saint-Jean) i la recreació d'una capella gòtica.

## Peces destacades

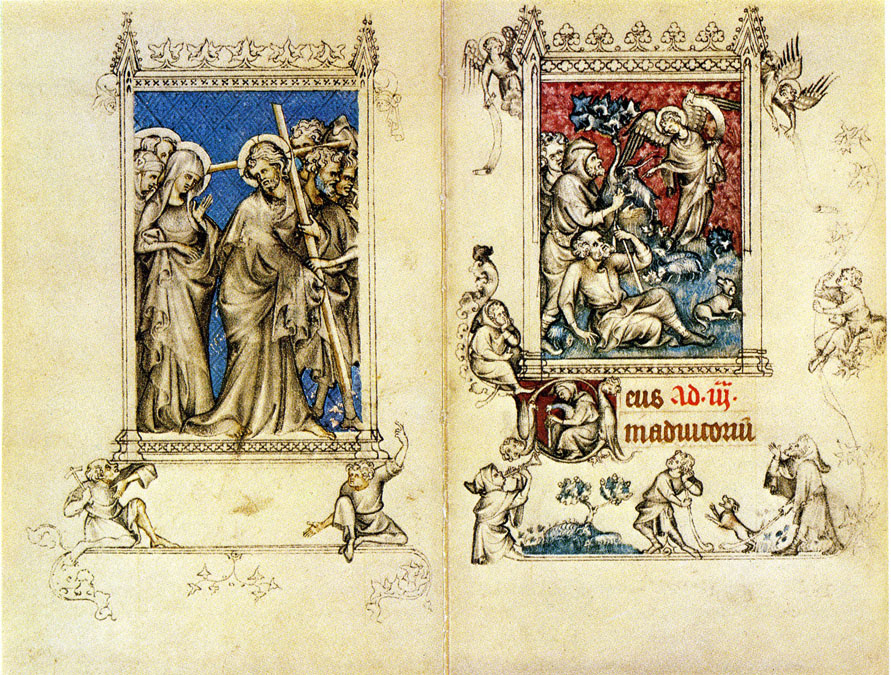
Llibre d'hores de Joana d'Evreux

Entre les obres mestres de pintura, escultura i arts decoratives exposades a The Cloisters sobresurten fragments de les pintures murals romàniques de San Pedro de Arlanza i de San Baudelio de Berlanga, una marededeu romànica procedent de la Borgonya, els relleus d'alabastre del retaule de la capella del palau arquebisbal de Saragossa (1456-58, obra de Francí Gomar en la que apareix l'escut de l'arquebisbe Dalmau de Mur), sengles escultures de Tilman Riemenschneider, el Tríptic de Mérode, de Robert Campin, o el preciós llibre d'hores de Joana d'Evreux, obra de Jean Pucelle, una de les creacions majors (malgrat el seu reduït format) de la miniatura gòtica, com també ho és el llibre de les Belles Hores del Duc de Berry, il·lustrat pels germans de Limburg i també pertanyent a The Cloisters. Sense oblidar els nombrosos vitralls, el riquíssim conjunt d'objectes preciosos reunit al tresor o la sèrie de tapissos que representen la caça de l'unicorn.
A part dels elements del claustre i de la tribuna de Cuixà, el visitant pot trobar-hi diversos testimonis de l'art medieval català, com ara: 
- Pintures murals de l'absis de l'església de Santa Maria de Cap d'Aran[6]
- Sepulcres dels comtes d'Urgell, Ermengol VII, Ermengol X, Àlvar I i Cecília de Foix, provinents del monestir de Santa Maria de Bellpuig de les Avellanes.[7]
- Frontal d'altar procedent de Santa Maria de Ginestarre (cap a 1225)[8]
- Batents d'una porta amb decoració de ferro forjat (segle xii)
- Sepulcre d'Ermengol IX provinent de Santa Maria de Castelló de Farfanya.[9]
- Estàtues de Santa Peronella i Santa Margarida, de pedra policromada, procedents de la Seu Vella de Lleida (segle xiv)[10][11]
- Retaule de sant Andreu, atribuït al Mestre del Rosselló (cap a 1420-30)[12]
- Relleu de fusta tallada i policromada amb la representació de la Resurrecció de Jesús (cap al 1500)